# Gorni (Verkhnebakanski)
|  | Per a altres significats, vegeu «Gorni». |

Gorni - Горный (rus) - és un khútor del krai de Krasnodar, a Rússia. Es troba a la riba del riu Bakanka, a 16,5 km al nord-oest de Novorossiïsk i a 99 km al sud-oest de Krasnodar, la capital.
Pertany al municipi de Verkhnebakanski.